# Xã West Pottsgrove, Quận Montgomery, Pennsylvania
Xã West Pottsgrove (tiếng Anh: West Pottsgrove Township) là một xã thuộc quận Montgomery, tiểu bang Pennsylvania, Hoa Kỳ. Năm 2010, dân số của xã này là 3.874 người.